# Fans of X-Rated Entertainment
Pour les articles homonymes, voir Foxe.
Fans of X-Rated Entertainment (abrégé en F.O.X.E. ou FOXE) est une organisation pornographique américaine de fans fondée par l'acteur, réalisateur et critique de cinéma pornographique William Margold (en) et l'actrice Viper.  L'organisation lutte contre la censure de la pornographie et décerne annuellement des récompenses pour le cinéma pornographique.

## Récompenses
|      | Female Fan Favorite                                            | Male Fan Favorite            | Video Vixen     |
| 1990 | Nina Hartley                                                   | Peter North                  |                 |
| 1991 | Christy Canyon, Nina Hartley, Tori Welles                      | Tom Byron, Peter North       | Selena Steele   |
| 1992 | Christy Canyon, Ashlyn Gere, Nina Hartley                      | Tom Byron, Peter North       | Teri Weigel     |
| 1993 | Ashlyn Gere, Hyapatia Lee, Madison                             | Rocco Siffredi, Randy Spears | Alex Jordan     |
| 1994 | Nikki Dial, Ashlyn Gere, Tiffany Mynx                          | Randy West, Rocco Siffredi   | Danyel Cheeks   |
| 1995 | Debi Diamond, Leena                                            | Randy West, Rocco Siffredi   | Kylie Ireland   |
| 1996 | Kylie Ireland, Alicia Rio, Shane                               | Randy West, Sean Michaels    | Jenna Jameson   |
| 1997 | Jeanna Fine, Jenna Jameson, Shane                              | Randy West                   | Stephanie Swift |
| 1998 | Jenna Jameson, Stacy Valentine, Tiffany Mynx & Stephanie Swift | Sean Michaels, T. T. Boy     | Johnni Black    |
| 1999 | Alisha Klass, Christi Lake (en), Stacy Valentine               | T. T. Boy, Tom Byron         | Cherry Mirage   |
| 2000 |                                                                |                              |                 |
| 2001 |                                                                |                              |                 |
| 2002 |                                                                |                              |                 |
| 2003 |                                                                |                              | Tera Patrick    |
| 2004 | Tera Patrick                                                   | Lexington Steele             | Mary Carey      |
| 2005 | Tera Patrick                                                   | Lexington Steele             | Teagan Presley  |
| 2006 | Jesse Jane                                                     | Randy Spears                 | Sunny Lane      |